# Best of Show
Il Best of Show era un premio annuale (la prima edizione è del 1993) assegnato da Lucca Games nell'ambito della manifestazione Lucca Comics & Games per i migliori giochi pubblicati nel corso dell'anno e sottoposti alla giuria del Premio. L'ultima edizione del Best of Show ha assegnato quattro Best of Show, tre Side Award e un Premio Speciale alla Carriera.
Il 6 aprile 2013, nel corso di un incontro tenuto presso la manifestazione PLAY 2013, gli organizzatori di Lucca Games hanno annunciato la trasformazione del Best of Show in Gioco dell'Anno.

## Albo d'Oro

### Novembre 1993 - marzo 1994
Nelle prime due edizioni del concorso il premio si chiamava semplicemente Best of Show ed il vincitore era decretato direttamente dal pubblico: nella prima edizione rispondendo a una domanda su quale fosse il proprio gioco favorito, nella seconda votando su una scheda consegnata con il biglietto e sulla quale erano prestampate le novità della manifestazione
| Edizione      | Premio       | Vincitore                  | Autore                                           | Editore        |
| ------------- | ------------ | -------------------------- | ------------------------------------------------ | -------------- |
| Novembre 1993 | Best of Show | Il richiamo di Cthulhu     | Sandy Petersen                                   | Stratelibri    |
| Marzo 1994    | Best of Show | Warhammer Fantasy Roleplay | Bryan Ansell, Richard Hallywell e Rick Priestley | Nexus Editrice |

### Novembre 1994 - novembre 1999
A partire dall'edizione di Lucca Games di novembre 1994 il Best of Show è stato assegnato da una giuria di addetti ai lavori (autori, giornalisti, commercianti, esponenti di importanti associazioni ludiche, membri dello staff di Lucca Games) nominata dall'organizzazione della manifestazione.
Contemporaneamente all'istituzione della giuria, l'organizzazione decise di dividere il Best of Show in due categorie: Miglior gioco tradotto e Miglior gioco originale.
Nella categoria Gioco tradotto rientravano le edizioni italiane di giochi di concezione e produzione estera (o comunque tradotti da edizioni precedenti non edite in italiano), nonché le coproduzioni internazionali contemporanee di nuove edizioni di giochi che comunque avessero avuto una prima edizione in lingua straniera.
Per Gioco originale si intendeva un gioco prodotto specificatamente per il mercato italiano, cioè che non possedesse alcuna edizione precedente in lingua straniera, oppure una coproduzione tra case italiane ed estere con uscite internazionali, purché contemporanee.
| Edizione      | Premio                  | Vincitore                                     | Autore | Editore                      |
| ------------- | ----------------------- | --------------------------------------------- | --- | ---------------------------- |
| Novembre 1994 | Miglior gioco tradotto  | Magic: l'Adunanza                             | Richard Garfield | Stratelibri                  |
| Novembre 1994 | Miglior gioco originale | Dragons                                       | Paolo Spoliti | 3d6                          |
| Marzo 1995    | Miglior gioco tradotto  | Il dungeon della morte                        | | Stratelibri                  |
| Marzo 1995    | Miglior gioco originale | On Stage! Il gioco dell'attore                | Luca Giuliano | DaS Production               |
| Novembre 1995 | Miglior gioco tradotto  | Mutant Chronicles                             | Nils Gullikson, Michael Stenmark, Henrik Strandberg, Magnus Seter, Jerker Sojdelius, Stefan Thulin e Fredrik Malmberg | Hobby & Work                 |
| Novembre 1995 | Miglior gioco originale | Ken il guerriero, il gioco di ruolo           | Roberto Di Meglio, Simone Gatti, Marcello Manicardi, Marcello Missiroli, Simone Peruzzi, Paolo Poli e Beppe Reina     | Nexus Editrice               |
| Marzo 1996    | Miglior gioco tradotto  | Teenage manga mutanti                         | Michael A. Pondsmith                                                                                                  | Stratelibri                  |
| Marzo 1996    | Miglior gioco originale | War Baloon                                    | Massimo Torriani e Alessandro Manitto                                                                                 | Hobby & Work                 |
| Novembre 1996 | Miglior gioco tradotto  | Warhammer Fantasy                             | Bryan Ansell, Richard Hallywell e Rick Priestley                                                                      | Games Workshop               |
| Novembre 1996 | Miglior gioco originale | Serenissima                                   | Dominique Ehrhard e Duccio Vitale                                                                                     | Eurogames                    |
| Marzo 1997    | Miglior gioco tradotto  | Shadowrun                                     | Bob Charrette, Paul Hume e Tom Dowd                                                                                   | Nexus Editrice               |
| Marzo 1997    | Miglior gioco originale | Occhio!                                       | Luca Lamberti | Jokerman                     |
| Novembre 1997 | Miglior gioco tradotto  | Fantasy Warriors                              | Nick Lund | Stratelibri                  |
| Novembre 1997 | Miglior gioco originale | Space Opera                                   | Ivan Arsuffi | McSuffus, Nexus Editrice     |
| Marzo 1998    | Miglior gioco tradotto  | Demonworld                                    | Hermann Mlitz, Ingo Martin e Dirk Kias                                                                                | 25 Edition                   |
| Marzo 1998    | Miglior gioco originale | Dragonball il gioco di carte                  | | Alchemia                     |
| Novembre 1998 | Miglior gioco tradotto  | Warhammer 40.000                              | Rick Priestley, Andy Chambers e Gavin Thorpe                                                                          | Games Workshop               |
| Novembre 1998 | Miglior gioco originale | Europa 1945-2030                              | Leo Colovini e Duccio Vitale                                                                                          | Eurogames, Venice Connection |
| Marzo 1999    | Miglior gioco tradotto  | Ravenloft                                     | Tracy Hickman e Laura Hickman                                                                                         | 25 Edition                   |
| Marzo 1999    | Miglior gioco originale | Basic Egitto                                  | Andrea Angiolino, Pier Giorgio Paglia, Marco Crosa, Stefano Pischedda, Fabio Fracas e Simona Dehò                     | Stratelibri                  |
| Novembre 1999 | Miglior gioco tradotto  | Confrontation                                 | Jean Bey | BB Publishing                |
| Novembre 1999 | Miglior gioco originale | Dragonball + Dragonball Z - Il gioco di ruolo | Andrea Angiolino e Paolo Parrucci                                                                                     | Nexus Editrice               |

### 2000 - 2005
A partire dall'edizione di novembre 2000 Lucca Comics&Games ha assunto una cadenza annuale; pertanto da allora anche il Best of Show è assegnato una sola volta l'anno, durante la serata di gala della manifestazione.
| Edizione | Premio                  | Vincitore                 | Autore                                                                 | Editore                    |
| -------- | ----------------------- | ------------------------- | ---------------------------------------------------------------------- | -------------------------- |
| 2000     | Miglior gioco tradotto  | Dungeons & Dragons 3ª Ed. | Monte Cook, Jonathan Tweet e Skip Williams                             | 25 Edition                 |
| 2000     | Miglior gioco originale | Warangel                  | Angelo Porazzi                                                         | Angelo Porazzi Games       |
| 2001     | Miglior gioco tradotto  | Forgotten Realms          | Ed Greenwood                                                           | 25 Edition                 |
| 2001     | Miglior gioco originale | Le Saghe di ConQuest      | Paolo Vallerga e Valerio Porporato                                     | Scribabs                   |
| 2002     | Miglior gioco tradotto  | Marvel HeroClix           | Jordan Weisman, Jeff Grubb, Jon Leitheusser, Seth Johnson e Jeff Quick | Nexus Editrice             |
| 2002     | Miglior gioco originale | Bang!                     | Emiliano Sciarra                                                       | daVinci Editrice           |
| 2003     | Miglior gioco tradotto  | Dragonlance Ambientazione | Margaret Weis e Don Perrin con Jamie Chambers e Christopher Doyle      | 25 Edition                 |
| 2003     | Miglior gioco originale | Sine Requie               | Matteo Cortini e Leonardo Moretti                                      | Rose & Poison              |
| 2004     | Miglior gioco tradotto  | Rolemaster                | Coleman Charlton, John Curtis, Pete Fenlon e Steve Marvin              | Strategiochi               |
| 2004     | Miglior gioco originale | La Guerra dell'Anello     | Roberto Di Meglio, Marco Maggi e Francesco Nepitello                   | Nexus Editrice             |
| 2005     | Miglior gioco tradotto  | Heroscape                 | Craig Van Ness, Rob Daviau e Stephen Baker                             | Hasbro                     |
| 2005     | Miglior gioco originale | Siena                     | Mario Papini                                                           | Zugames, What's your game? |

Dal 2002 al 2004 la giuria è stata composta da (in ordine alfabetico) Pierdomenico Baccalario, Fabrizio Casu, Telemaco Marcucci, Silvio Negri Clementi (fino al 2002), Alberto Panicucci (presidente), Fabrizio Paoli, Ciro Alessandro Sacco (dal 2003) e Mirella Vicini.

### 2006 - 2012
Nel 2006 la giuria (già in carica dal 2005), composta da Pierdomenico Baccalario (presidente), Andrea Chiarvesio, Fabrizio Paoli, Beatrice Parisi e Andrea Vigiak, con il supporto dell'organizzazione di Lucca Games, ha rivoluzionato il Best of Show col duplice intento di fornire un servizio più professionale a consumatori, editori e negozianti e di far diventare il premio un marchio di qualità anziché un semplice premio di settore.
I due premi per il Miglior Gioco Italiano e Miglior Gioco Tradotto sono rimpiazzati da un unico Best of the Best, da intendersi come il premio «non solo al gioco che eccelle in architettura e dinamica ludica, in qualità di componenti e illustrazioni, ma anche il riconoscimento al progetto editoriale che maggiormente si distingue nell'ambito della fiera, per una serie molto ampia di motivi, quali l'importanza della licenza, la capacità di penetrazione di mercato, lo sforzo promozionale profuso e, non ultimo, le attività promosse nella sede della manifestazione».
Sono inoltre istituiti quattro premi di categoria: Miglior gioco di carte; Miglior gioco collezionabile; Miglior gioco di ruolo; Miglior gioco da tavolo. Per ognuno di questi premi sono previste tre nomination. I dodici giochi nominati concorrono alla vittoria del Best of the Best.
Infine sono introdotti quattro premi accessori definiti Side Award: Migliore meccanica di gioco; Miglior concept artistico; Miglior progetto editoriale; Miglior party game / family game.
Nel biennio 2007-2008 la giuria è stata composta da Pierdomenico Baccalario (presidente), Loredana Lipperini, Devan Maggi, Mario Pasqualotto e Fabrizio Paoli (coordinatore).
In occasione dall'edizione 2008 l'organizzazione, con l'accordo della giuria, ha abolito il Best of the Best. Contemporaneamente i Side Award hanno assunto una denominazione italiana, ovvero: Miglior gioco per famiglie, Migliore meccanica di gioco, Miglior profilo artistico, Miglior progetto editoriale.
Nel biennio 2009-2010 la giuria è stata composta da Luca Giuliano (presidente), Paolo Fasce, Paola Mogliotti e Duccio Vitale, oltre che dal coordinatore Fabrizio Paoli.
Nel corso dell'edizione 2010, vista la carenza di nuovi giochi collezionabile, il relativo Best of Show è stato abolito. Inoltre, visto il significativo numero di giochi educativi presenti in concorso, la giuria ha deciso di assegnare un Side Award per il Miglior gioco educativo.
A partire dall'edizione 2011 è stata introdotta la suddivisione del Best of Show al Miglior gioco da tavolo in due premi: Miglior gioco da tavolo per famiglie e Miglior gioco da tavolo per esperti. Il Side Award per il Miglior gioco per famiglie è stato quindi soppresso. Inoltre, visto il significativo numero di giochi per under 12 iscritti al concorso, la giuria ha deciso di assegnare un Side Award per il Miglior gioco per bambini.
La giuria per l'edizione 2011 era composta da Giovanni Capobianco (presidente di giuria), Daniele Prisco, Giacomo Sottocasa, Lorenzo Trenti e Fabrizio Paoli. Nell'edizione 2012 Roberto Genovesi ha rimpiazzato Giovanni Capobianco nel ruolo di presidente.
| Edizione | Premio                                             | Vincitore                                         | Autore                                                                                   | Editore                                                      |
| -------- | -------------------------------------------------- | ------------------------------------------------- | ---------------------------------------------------------------------------------------- | ------------------------------------------------------------ |
| 2006     | Best of the Best                                   | Marvel Heroes                                     | Roberto Di Meglio, Marco Maggi, Francesco Nepitello, Simone Peruzzi e Salvatore Pierucci | Nexus Editrice                                               |
| 2006     | Miglior gioco collezionabile                       | Horrorclix                                        |                                                                                          | Wizkids-Counter                                              |
| 2006     | Miglior gioco da tavolo                            | UR                                                | Paolo Mori                                                                               | What's Your Game?                                            |
| 2006     | Miglior gioco di carte                             | Chez Geek                                         | Jon Darbro                                                                               | Raven Distribution                                           |
| 2006     | Miglior Gioco di Ruolo                             | Exalted                                           | Alan Alexander, Rebecca Borgstrom, Carl Bowen e Conrad Hubbard                           | Wild Boar Edizioni                                           |
| 2006     | Side Award per il Miglior family game - party game | Hystericoach                                      | Walter Obert                                                                             | Scribabs                                                     |
| 2006     | Side Award per la Migliore meccanica di gioco      | Dungeon Twister                                   | Christophe Boelinger                                                                     | Nexus Editrice                                               |
| 2006     | Side Award per il Miglior concept artistico        | Project X                                         | Arne Lauwers                                                                             | Lauwers Games                                                |
| 2006     | Side Award per il Miglior progetto editoriale      | Empyrea                                           | Massimo Bianchini, Davide Carnevali, Fiorenzo delle Rupi, Marco Picone                   | Asterion Press                                               |
| 2007     | Best of the Best                                   | Kingsburg                                         | Andrea Chiarvesio e Luca Iennaco                                                         | Counter-Stratelibri                                          |
| 2007     | Miglior gioco collezionabile                       | World of Warcraft TCG Nucleo Ardente              |                                                                                          | Upper Deck Entertainment                                     |
| 2007     | Miglior gioco da tavolo                            | Kingsburg                                         | Andrea Chiarvesio e Luca Iennaco                                                         | Counter-Stratelibri                                          |
| 2007     | Miglior gioco di carte                             | Wings of War - Dawn of War                        | Andrea Angiolino e Piergiorgio Paglia                                                    | Nexus Editrice                                               |
| 2007     | Miglior Gioco di Ruolo                             | Sine Requie Anno XIII                             | Matteo Cortini e Leonardo Moretti                                                        | Asterion Press                                               |
| 2007     | Side Award per il Miglior family game - party game | Kragmortha                                        | Walter Obert, Riccardo Crosa, Massimiliano Enrico, Fabrizio Bonifacio e Chiara Ferlito   | Counter-Stratelibri                                          |
| 2007     | Side Award per la Migliore meccanica di gioco      | I Principi di Firenze                             | Wolfgang Kramer e Jens Christopher Ulrich                                                | Nexus Editrice                                               |
| 2007     | Side Award per il Miglior Concept Artistico        | Wings of War - Miniatures                         | Andrea Angiolino e Piergiorgio Paglia                                                    | Nexus Editrice                                               |
| 2007     | Side Award per il Miglior Progetto Editoriale      | World of Warcraft                                 |                                                                                          | Blizzard Entertainment, 25 Edition, Upper Deck Entertainment |
| 2008     | Miglior gioco collezionabile                       | Wizards of Mickey GCC                             | Andrea Chiarvesio e Stefano Ambrosio                                                     | New Media Publishing                                         |
| 2008     | Miglior gioco da tavolo                            | Alta tensione                                     | Friedemann Friese                                                                        | Counter-Stratelibri                                          |
| 2008     | Miglior gioco di carte                             | Munchkin Cthulhu                                  | Steve Jackson                                                                            | Raven Distribution                                           |
| 2008     | Miglior Gioco di Ruolo                             | Dungeons&Dragons 4 Ed.                            | Rob Heinsoo, Andy Collins, James Wyatt                                                   | 25 Edition                                                   |
| 2008     | Side Award per il Miglior gioco per famiglie       | Formula D                                         | Eric Randall e Laurent Lavaur                                                            | Idea Edizioni                                                |
| 2008     | Side Award per la Migliore meccanica di gioco      | Alta tensione                                     | Friedemann Friese                                                                        | Counter-Stratelibri                                          |
| 2008     | Side Award per il Miglior profilo artistico        | Linea Quintessential e Sanctum Imperium Anno XIII |                                                                                          | Asterion Press                                               |
| 2008     | Side Award per il Miglior Progetto Editoriale      | Wizards of Mickey GCC                             | Andrea Chiarvesio e Stefano Ambrosio                                                     | New Media Publishing                                         |
| 2009     | Miglior gioco collezionabile                       | AGE - The Amazing Goal Era                        | Luca Delpiano, Moreno Pirovano, Nicola Speroni e Piergiovanni Sciascia                   | RCS Quotidiani                                               |
| 2009     | Miglior gioco da tavolo                            | Ad Astra                                          | Bruno Faidutti e Serge Laget                                                             | NG International                                             |
| 2009     | Miglior gioco di carte                             | Dominion                                          | Donald X. Vaccarino                                                                      | Stupor Mundi                                                 |
| 2009     | Miglior Gioco di Ruolo                             | Non perdere il senno                              | Benjamin Baugh e Fred Hicks                                                              | Janus Design                                                 |
| 2009     | Side Award per il Miglior gioco per famiglie       | Super Farmer                                      | Karol Borsuk                                                                             | Red Glove                                                    |
| 2009     | Side Award per la Migliore meccanica di gioco      | Agricola                                          | Uwe Rosenberg                                                                            | Stratelibri                                                  |
| 2009     | Side Award per il Miglior profilo artistico        | Kaleidos                                          | Spartaco Albertarelli                                                                    | Oliphante                                                    |
| 2009     | Side Award per il Miglior Progetto Editoriale      | L'Era di Conan                                    | Roberto Di Meglio, Francesco Nepitello e Marco Maggi                                     | NG International                                             |
| 2010     | Miglior gioco da tavolo                            | Olympus                                           | Andrea Chiarvesio e Luca Iennaco                                                         | Stratelibri                                                  |
| 2010     | Miglior gioco di carte                             | Il Castello del Diavolo                           | Michael Palm e Lukas Zach                                                                | dV Giochi                                                    |
| 2010     | Miglior Gioco di Ruolo                             | Sulle tracce di Cthulhu                           | Kenneth Hite                                                                             | Stratelibri                                                  |
| 2010     | Side Award per il Miglior gioco per famiglie       | Dixit                                             | Jean-Louis Roubira                                                                       | Asterion Press                                               |
| 2010     | Side Award per la Migliore meccanica di gioco      | Eden: l'Inganno                                   | Gabriele Baldassarre, Massimo Basso e Mario Raiola                                       | 9th Circle Games                                             |
| 2010     | Side Award per il Miglior profilo artistico        | Fabula                                            | Régis Bonnessée e Jean-Louis Roubira                                                     | Asterion Press                                               |
| 2010     | Side Award per il Miglior Progetto Editoriale      | Florenza                                          | Stefano Groppi                                                                           | Placentia Games                                              |
| 2010     | Side Award per il Miglior Gioco Educativo          | È tutta un'altra storia                           | Emanuele Pessi e Marco Ippolito                                                          | CreativaMente                                                |
| 2011     | Miglior Gioco da Tavolo per Famiglie               | Rattus                                            | Henrik Berg e Åse Berg                                                                   | Cranio Creations                                             |
| 2011     | Miglior gioco da tavolo per esperti                | Twilight Struggle                                 | Ananda Gupta e Jason Matthews                                                            | Asterion Press                                               |
| 2011     | Miglior gioco di carte                             | 7 Wonders                                         | Antoine Bauza                                                                            | Asterion Press                                               |
| 2011     | Miglior Gioco di Ruolo                             | Il mondo dell'apocalisse                          | D. Vincent Baker                                                                         | Narrattiva                                                   |
| 2011     | Side Award per il Miglior gioco per bambini        | Lego Games                                        |                                                                                          | LEGO                                                         |
| 2011     | Side Award per la Migliore meccanica di gioco      | Un penny per i miei pensieri                      | Paul Tevis                                                                               | Janus Design                                                 |
| 2011     | Side Award per il Miglior profilo artistico        | Sake & Samurai                                    | Matteo Santus                                                                            | Albe Pavo                                                    |
| 2011     | Side Award per il Miglior Progetto Editoriale      | 011                                               | Marco Valtriani                                                                          | Scribabs                                                     |
| 2012     | Miglior Gioco da Tavolo per Famiglie               | Sheepland                                         | Simone Luciani e Daniele Tascini                                                         | Cranio Creations                                             |
| 2012     | Miglior gioco da tavolo per esperti                | Trajan                                            | Stefan Feld                                                                              | Asterion Press                                               |
| 2012     | Miglior gioco di carte                             | Fotosafari                                        | Tanja Triminek                                                                           | Red Glove                                                    |
| 2012     | Miglior Gioco di Ruolo                             | L'unico anello: avventure oltre le terre selvagge | Francesco Nepitello e Marco Maggi                                                        | Giochi Uniti                                                 |
| 2012     | Side Award per la Migliore meccanica di gioco      | L'Amore al Tempo della Guerra                     | Mario Bolzoni e Luca Veluttini                                                           | Coyote Press                                                 |
| 2012     | Side Award per il Miglior profilo artistico        | Seasons                                           | Régis Bonnessée                                                                          | Asterion Press                                               |
| 2012     | Side Award per il Miglior Progetto Editoriale      | Le leggende di Andor                              | Michael Menzel                                                                           | Giochi Uniti                                                 |

## Premio speciale alla carriera
A partire dall'edizione 2004 è stato istituito il Premio speciale alla carriera, che ogni anno Lucca Games assegna ad una personalità del mondo ludico italiano che, nel corso della propria carriera, si sia particolarmente distinta per la promozione e la diffusione del gioco intelligente.
| Edizione | Vincitore             |
| -------- | --------------------- |
| 2004     | Andrea Angiolino      |
| 2005     | Luca Giuliano         |
| 2006     | Leo Colovini          |
| 2007     | Marco Donadoni        |
| 2008     | Riccardo Albini       |
| 2009     | Beatrice Parisi       |
| 2010     | Nando Ferrari         |
| 2011     | Roberto Di Meglio     |
| 2012     | Ilja Rotelli          |
| 2013     | Spartaco Albertarelli |
| 2014     | Roberto Flaibani      |
| 2015     | Joe Dever             |
| 2016     | Beniamino Sidoti      |

## La giuria
Dall'edizione di novembre 1994 in poi il Best of Show è stato assegnato da una giuria di addetti ai lavori nominata dall'organizzazione della manifestazione.
A partire dall'edizione 2002 il numero dei giurati è stato fissato a sette: un presidente, un rappresentante della manifestazione e cinque giurati tecnici: un professionista del settore, un giornalista del settore, un negoziante, un rappresentante del fandom legato all'immaginario fantastico, un rappresentante delle associazioni ludiche.
Dall'edizione 2005 il numero dei membri della giuria è stato ridotto da sette a cinque con l'eliminazione le figure dei rappresentanti dei negozianti e del fandom del fantastico. Inoltre la durata dell'incarico per i tre giurati tecnici è stato limitato a due anni.
Hanno fatto parte della giuria:
- Giovanni Capobianco
- Fabrizio Casu
- Edoardo Cicchitelli
- Andrea Chiarvesio
- Pierdomenico Baccalario
- Paolo Fasce
- Andrea Fattori
- Alessandro Gatti
- Renato Genovese
- Roberto Genovesi
- Roberto Gigli
- Luca Giuliano
- Loredana Lipperini
- Devan Maggi
- Telemaco Marcucci
- Paola Mogliotti
- Silvio Negri Clementi
- Alberto Panicucci
- Fabrizio Paoli
- Beatrice Parisi
- Mario Pasqualotto
- Daniele Prisco
- Ciro Alessandro Sacco
- Beniamino Sidoti
- Giacomo Sottocasa
- Lorenzo Trenti
- Mirella Vicini
- Andrea Vigiak
- Duccio Vitale